# 레이와 시대
레이와(일본어: 令和 れいわ[*])는 서기 2019년을 원년으로 하는 일본의 연호이다. 나루히토가 5월 1일에 일본의 제126대 천황으로 즉위하면서 레이와 원년으로 개원했다. 이 개원은 일본 헌정 사상 최초로 천황의 생전 퇴위로 개원한 예이다. 헤이세이에 이어서 쓰이고 있는 일본의 연호로, 헤이세이는 일본의 제125대 천황인 아키히토의 퇴위로 2019년 4월 30일을 끝으로 막을 내렸다.

## 어원

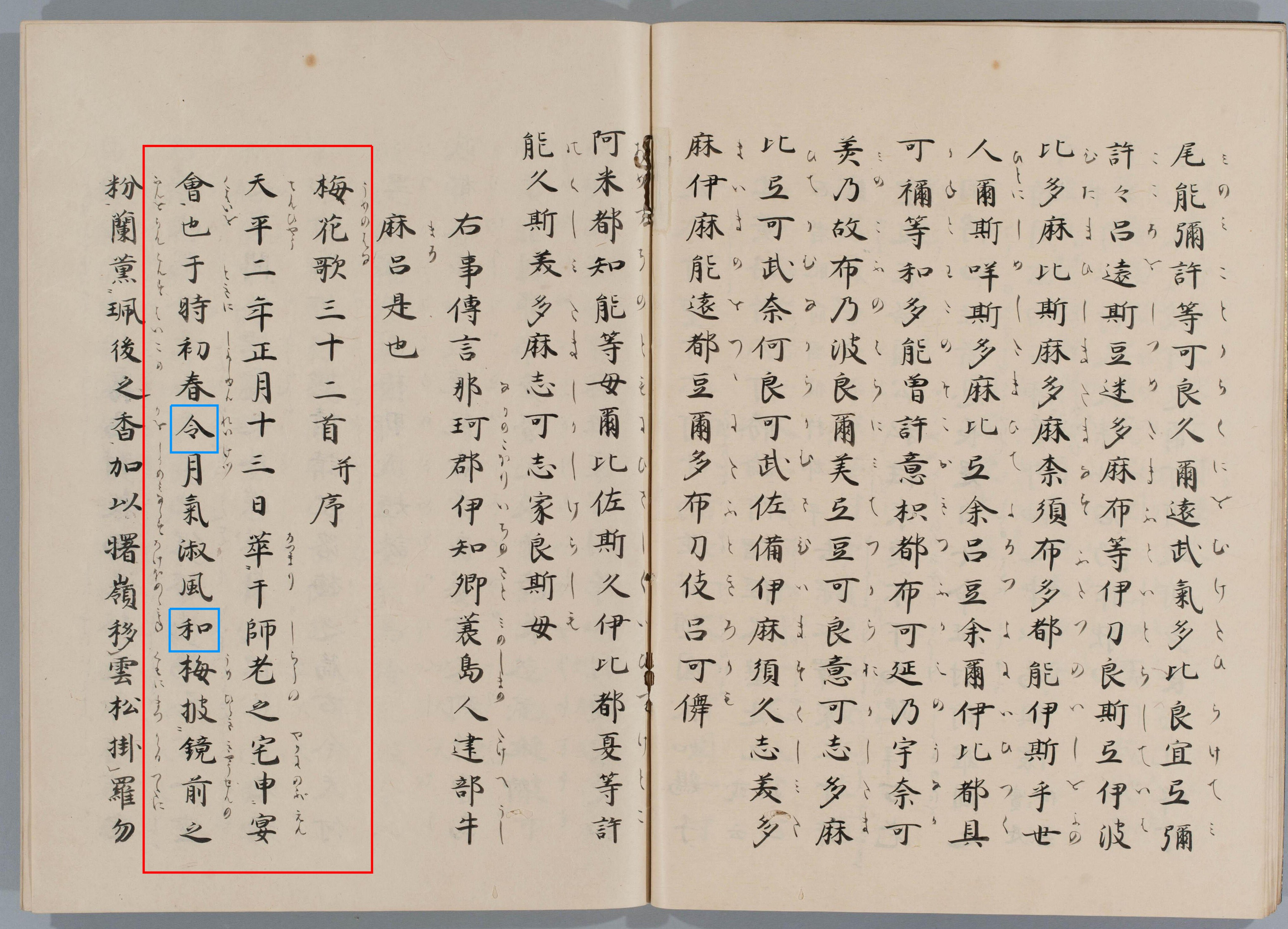
레이와의 어원이 등장하는 《만엽집》의 구절

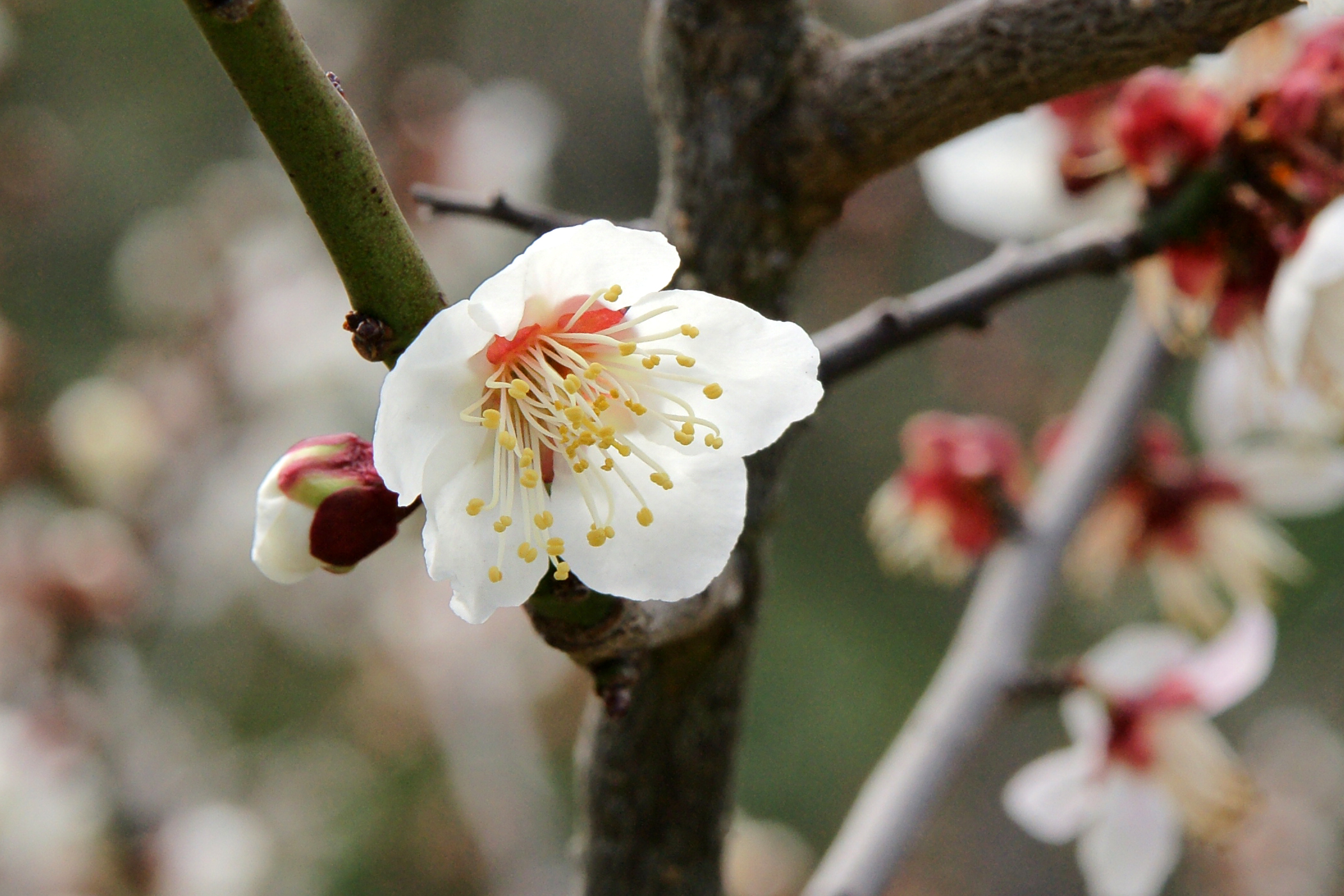
와카야마현 미나베정에 자생하는 매화의 모습

레이와는 일본 역사상 최초로 중국의 고전이 아닌 일본의 고전 연호로, 일본 최초의 운문집인 《만엽집》에서 인용하였다. 그러나 만엽집의 해당 구절인 “初春令月 氣淑風和”(초춘령월 기숙풍화)는 《문선》에 수록된 중국 후한의 시인 장형의 부인 〈귀전부〉 중 “仲春令月 時和氣淸”을 참고한 구절로, 결국은 중국의 고전을 한 다리 걸쳐 인용한 모양이 되었다는 지적도 있다.
원문: 于時、初春令月、氣淑風和、梅披鏡前之粉、蘭薫珮後之香。
현대 일본어: 時は令月、空気は美しく、風は和やかで、梅は鏡の前の美人が白粉で装うように花咲き、蘭は身を飾る衣に纏う香のように薫らせる。
한국어 번역: 날씨가 맑고 바람이 부드럽게 부는 새봄에 매화는 거울 앞의 미인이 백분으로 치장하듯이 꽃을 피우고 난초는 몸을 치장하는 옷에서 나는 향기처럼 달콤한 향기를 낸다.— 레이와의 어원이 등장하는 《만엽집》의 구절

## 개원

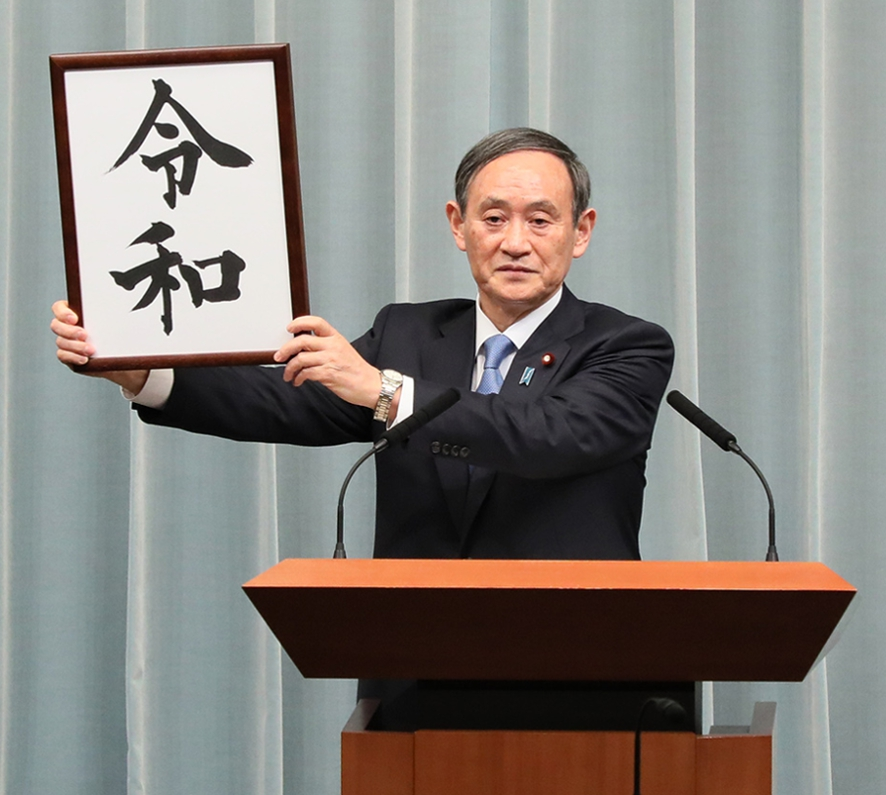
레이와가 일본의 새 연호로 결정되었음을 발표하는 스가 요시히데 일본 내각관방장관(2019년 4월 1일)

아키히토가 생전 퇴위의 뜻을 처음 밝힌 것은 2010년 7월 22일의 일이다. 그로부터 6년 뒤, 2016년 8월 8일 일본 궁내청은 사전에 녹화해둔 아키히토 천황의 영상메시지를 발표하였다. 당시 82세였던 아키히토는 영상을 통해 "고령이 되면서 여지껏 해오던 공무를 완수하지 못할 것을 우려한다"며, "공무에 차질이 생기는 일 없이 안정적으로 유지되길 바란다"는 취지의 말로 나루히토 친왕에게 양위하겠다는 의사를 공식적으로 밝혔다.
아키히토의 퇴위 표명으로 일본 정부는 기존 연호인 헤이세이를 새것으로 바꾸는 작업, 즉 개원(改元)에 착수했다. 하지만 이전과는 달리 일본에서 사무자동화와 인터넷 전산화가 이뤄져 새 연호에 대한 전산화 준비 기간을 확보할 필요성이 제기됐다. 이에 일본 헌정사상 처음으로 새 연호가 공식 개원일인 2019년 5월 1일으로부터 한 달 전인 4월 1일에 발표하게 되었다. 새 연호 결정 과정은 기밀로 취급되어 관련 공문서도 《일본 공문서관리법》에 의한 '비공개 기간 30년'이 설정된다. 다만 최근의 네 연호였던 메이지, 다이쇼, 쇼와, 헤이세이의 알파벳 앞글자인 M, T, S, H와 같은 발음으로 시작되는 연호는 당초부터 제외한 것으로 전해졌다.

### 연호 발표
2019년 4월 1일, 일본 총리 관저에서 '연호에 관한 간담회' (元号に関する懇談会)가 9시 30분부터 개최되고 일본 각계 전문가들이 모여 각자 의견을 제시하였다. 그로부터 약 40분 뒤 10시 8분에 간담회가 종료되었다. 간담회에 참석한 사람은 다음과 같다.
| 이름                | 직책                             | 직책                                      |
| 이름                | 경력                             | 소속                                      |
| ------------------- | -------------------------------- | ----------------------------------------- |
| 우에다 료이치       | 아시아 태평양 방송연합 회장      | 일본방송협회 회장                         |
| 오쿠보 요시오       | 일본민간방송연맹 회장            | 니혼테레비 대표이사 사장                  |
| 가마타 가오루       | 일본사립대학연맹 회장            | 와세다 대학 제16대 총장                   |
| 사카키바라 사다유키 | 일본경제단체연합회 명예회장      | 도레이사 임원                             |
| 시라이시 고지로     | 일본신문협회 회장                | 요미우리 신문 그룹 회장                   |
| 데라타 이츠오       | 제18대 일본 최고재판소 장관      | 법조인                                    |
| 하야시 마리코       | 제94회 나오키 문학상 수상자      | 소설가                                    |
| 미야자키 미도리     | 도쿄도 교육위원회 위원           | 지바 상과대학 국제교양학부 교수 겸 학부장 |
| 야마나카 신야       | 2012년 노벨 생리학·의학상 수상자 | 교토대학 iPS 세포연구소 소장              |

이후 보도에 의하면 간담회에서 제시된 연호 후보군에는 '레이와' 외에도 '에이코' (英弘), '규카' (久化), '고시' (広至), '반나' (万和), '반포' (万保) 등 총 6개 안이 있었다고 전해졌다. 연호를 출전한 원문의 고전은 일본 고전과 중국 고전이 각각 세 개씩이었다. 한편으로 연호로 '레이와'를 제시한 사람은 일본문학가 나카니시 스스무로 전해졌으나, 나카니시 본인은 확답을 피했다.
10시 20분부터는 일본 중의원 의장의 공관에서 일본 중의원 대표로 오시마 다다모리 의장과 아카마쓰 히로타카 부의장, 일본 참의원 대표로 다테 주이치 의장과 군지 아키라 부의장의 의견을 수렴하였다. 11시부터는 일본 총리관저에서 약 15분간 아베 신조 총리 주최로 내각회의가 진행됐다. 또 임시 내각의결 (각의)을 거쳐 새 연호가 내각에서 통과되었다. 이후 야마모토 신이치로 궁내청장관이 아키히토가 있는 황거로, 니시무라 야스히코 궁내청차관이 나루히토가 있는 동궁어소로 가서 새 연호가 결정되었음을 보고했다.
11시 40분 스가 요시히데 내각관방장관이 예정시간보다 10분 정도 늦게 기자회견장에 모습을 보이고, 새 연호를 다음과 같이 공식 발표하였다.
조금 전 각의에서 연호를 고치는 정령 및 연호 읽는 법에 관한 내각고시에 각의결정이 내려졌습니다.
새 연호는 '레이와'입니다.

先ほど閣議で元号を改める政令および元号の呼び方に関する内閣告示が閣議決定をされました。
新しい元号は、『令和』で、あります。

 — 스가 요시히데 내각관방장관
이 말과 함께 스가 관방장관은 붓으로 한자 '令和'를 적은 종이를 기자들에게 내보이며 발표하였다.

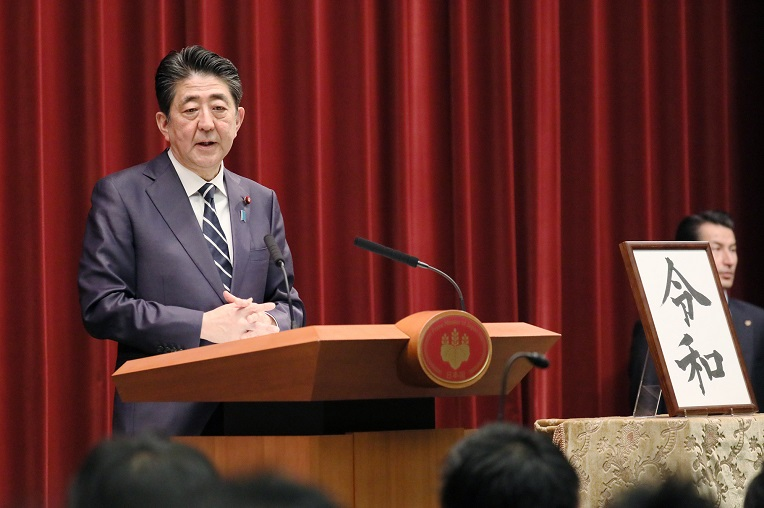
새 연호와 관련된 기자회견에서 담화를 발표하는 아베 신조 일본 내각총리대신 (2019년 4월 1일)

12시 5분 아베 신조 총리가 기자회견을 열고 담화를 발표하였다. 레이와라는 연호에 대해 아베 총리는 "사람들이 아름다운 마음을 모아 문화가 태어나게 하고 키운다"는 의미라고 설명하였다.
같은 날 일본 정부는 연호 발표 기자회견에서 언급했듯, 천황의 재가를 거친 <연호를 고치는 정령> (원문, 번역문)을 일본 관보 특별호외 제9호로 공포하여, 2019년 5월 1일부로 시행할 것을 결정하였다. 또한 새 연호의 읽는 법이 '레이와' (れいわ)임을 <연호 읽는 법에 관한 고시> (元号の読み方に関する告示)를 통해 고시하였다. 이와 더불어 새 연호의 로마자 표기가 'Reiwa'임을 알리는 공문을 전세계 195개 국가와 국제기관 측에 통보하였다.

## 주된 사건
현 연호인 레이와 시대를 기준으로 일본 국내외의 사건, 앞으로 열릴 확정된 일정에 대해 기술한다.
- 원년(2019년)
  - 2019년 오사카 G20 정상회의(6월 28일~6월 29일)
  - 제25회 참의원 의원 통상선거(7월 21일)[주 1]
- 2년(2020년)
  - 코로나바이러스감염증-19 확산
  - 아베 신조 내각총리대신 사임(9월 16일)
- 3년(2021년)
  - 도쿄 올림픽(7월 23일~8월 9일)
  - 세계 수영 선수권 대회(7월 16일~8월 1일)
- 4년(2022년)
  - 아베 신조 피살(7월 8일)
- 5년(2023년)
- 6년(2024년)
- 7년(2025년)
  - 오사카 엑스포(5월 3일~11월 3일)
- 8년(2026년)
  - 나고야 아시안게임(9월 19일~10월 4일)

## 연대 대조표
원년의 기간
- 레이와 원년(2019년) : 5월 1일 ~ 12월 31일 (245일 간)

| 레이와 | 서기(西紀) | 간지(干支) |
| 원년   | 2019년     | 기해(己亥) |
| 2년    | 2020년     | 경자(庚子) |
| 3년    | 2021년     | 신축(辛丑) |
| 4년    | 2022년     | 임인(壬寅) |
| 5년    | 2023년     | 계묘(癸卯) |
| 6년    | 2024년     | 갑진(甲辰) |
| 7년    | 2025년     | 을사(乙巳) |
| 8년    | 2026년     | 병오(丙午) |
| 9년    | 2027년     | 정미(丁未) |
| 10년   | 2028년     | 무신(戊申) |

## 같이 보기
- 나루히토
- 만엽집
- 사나

### 주해
1. ↑  레이와 시대 개막 이후 처음 열린 선거다.

### 참조
1. ↑  박세진 (2019년 4월 1일). “나루히토 일왕 새 연호 '레이와(令和)'”. 《연합뉴스》. 네이버뉴스(보존) (도쿄). 2020년 2월 26일에 원본 문서에서 보존된 문서. 2020년 2월 26일에 확인함.
2. ↑  박세진 (2019년 5월 1일). “나루히토 새 일왕 "세계평화 희망"…'호헌' 언급은 없어”. 《연합뉴스》. 네이버뉴스(보존) (도쿄). 2020년 2월 26일에 원본 문서에서 보존된 문서. 2020년 2월 26일에 확인함.
3. ↑  장형: 〈귀전부〉 (소통: 《문선》 권15에 수록) 중국어 위키문헌에 이 글과 관련된 원문이 있습니다. 귀전부
4. ↑  길윤형 (2019년 4월 2일). “일본 고전에서 찾았다더니…“새 연호 원출처는 중국 고전””. 《한겨레》. 2019년 4월 4일에 확인함.
5. ↑  「天皇譲位」が「生前退位」に替わった理由　皇室の苛立ち映す（1/2） NEWS 포스트 세븐 (2017년 2월 21일), 2019년 4월 2일 확인.
6. ↑  http://mobile.newsis.com/view.html?ar_id=NISX20160808_0014274086#imadnews
7. ↑  天皇陛下「お気持ち」表明　「生前退位」を強く示唆 니혼게이자이신문 (2016년 8월 8일), 2019년 4월 2일 확인.
8. ↑  「令和」来月１日から新元号　原案６案 보관됨 2019-04-05 - 웨이백 머신 - 도쿄신문 ( 2019년 4월 2일).
9. ↑  “「元号に関する懇談会」終わる”. 《NHK NEWS WEB》. 2019년 4월 1일. 2019년 4월 1일에 원본 문서에서 보존된 문서. 2019년 4월 1일에 확인함.
10. ↑  鈴木一生 (2019년 4월 1일). “「元号」有識者懇メンバー9人発表”. 마이니치 신문. 2019년 4월 1일에 원본 문서에서 보존된 문서. 2019년 4월 1일에 확인함.
11. ↑  “新元号案 残る１つは「久化」 ６案すべて判明”. 《NHK 뉴스》. 2019년 4월 2일. 2019년 4월 2일에 원본 문서에서 보존된 문서. 2019년 4월 2일에 확인함.
12. ↑  “新元号、政府提示6案に英弘・広至など 典拠に古事記も”. 《아사히 신문》. 2019년 4월 2일. 2019년 4월 1일에 원본 문서에서 보존된 문서. 2019년 4월 2일에 확인함.
13. ↑  "「令和」考案者は中西進氏 国書・漢籍、3案ずつ" - 니혼게이자이 신문 (2019년 4월 1일)
14. ↑  “新元号、衆参両院の正副議長から意見聴取始まる”. 《아사히 신문》. 2019년 4월 1일. 2019년 4월 7일에 원본 문서에서 보존된 문서. 2019년 4월 1일에 확인함.
15. ↑  “新元号 全閣僚会議が終了 臨時閣議始まる まもなく発表へ”. 《NHK NEWS WEB》. 2019년 4월 1일. 2019년 4월 1일에 원본 문서에서 보존된 문서. 2019년 4월 1일에 확인함.
16. ↑  “陛下と皇太子さまに直接報告 菅官房長官が「令和」発表前に”. 《마이니치 신문》. 2019년 4월 1일. 2019년 4월 1일에 원본 문서에서 보존된 문서. 2019년 4월 1일에 확인함.
17. ↑  南博一. “日本公布新年号为“令和””. 《www.thepaper.cn》. 澎湃新闻. 2019년 4월 1일에 원본 문서에서 보존된 문서. 2019년 4월 1일에 확인함.
18. ↑  “平成31年4月1日（月）午前 | 平成31年 | 官房長官記者会見 | ニュース”. 《일본 수상관저 홈페이지》 (일본어). 수상관저. 2019년 4월 1일에 원본 문서에서 보존된 문서. 2019년 4월 1일에 확인함.
19. ↑  政令. 일본 정부 차원에서 제정하는 명령을 말한다.
20. ↑  이때 한자 글씨는 일본 내각부 소속이자 서예가인 모즈미 오사미 (茂住修身)가 맡았다고 보도되었다.
21. ↑  “新元号の「令和」 「令」は元号初 過去に候補もなし”. 《NHK 뉴스》. 2019년 4월 1일. 2019년 4월 1일에 원본 문서에서 보존된 문서. 2019년 4월 1일에 확인함.
22. ↑  교도통신 (2019년 4월 1일). “墨書「令和」は茂住氏の筆 内閣府の辞令専門職 ｜ 共同通信”. 《교도통신》 (일본어). 2019년 4월 1일에 원본 문서에서 보존된 문서. 2019년 4월 1일에 확인함.
23. ↑  “安倍内閣総理大臣記者会見” (HTML) (보도 자료) (일본어). 내각총리대신 관저. 2019년 4월 1일. 2019년 4월 1일에 확인함.
24. ↑  “新元号 首相「心寄せ合う中で文化が生まれ育つという意味」”. 《NHK NEWS WEB》. 2019년 4월 1일. 2019년 4월 1일에 원본 문서에서 보존된 문서. 2019년 4월 1일에 확인함.
25. ↑  “新元号英語表記は「Reiwa」 米大使に直接伝える”. 《마이니치 신문》 (일본어). 2019년 4월 2일에 확인함.

| 이전 헤이세이 | 일본의 연호 2019년~ | 다음 |

| 일본의 역사   | 일본의 역사         | 일본의 역사 |
| 이전 시대     | 레이와 시대 2019년~ | 다음 시대   |
| ------------- | ------------------- | ----------- |
| 헤이세이 시대 | 레이와 시대 2019년~ |             |